# Alone – The Home Recordings of Rivers Cuomo
Alone – The Home Recordings of Rivers Cuomo är ett samlingsalbum av Weezers frontman Rivers Cuomo. Det släpptes på CD och digitalt den 18 december 2007 av Geffen Records i USA.

## Låtlista
Alla låtar av Rivers Cuomo förutom spår 2–4 och 16.
1. "Ooh" - 0:47
2. "The World We Love So Much" – 3:40 (Gregg Alexander)
3. "Lemonade" – 2:31 (Cuomo, Patrick Wilson)
4. "The Bomb" – 1:18 (Ice Cube)
5. "Buddy Holly" – 3:01
6. "Chess" – 2:26
7. "Longtime Sunshine" – 3:15
8. "Blast Off" – 1:57
9. "Who You Callin' Bitch" – 0:46
10. "Wanda (You're My Only Love" – 3:38
11. "Dude, We're Finally Landing" – 0:56
12. "Superfriend" – 3:30
13. "Lover In The Snow" – 3:16
14. "Crazy One" – 3:14
15. "This Is The Way" – 4:17
16. "Little Dian" – 2:41 (Dion)
17. "I Wish You Had An Axe Guitar" – 0:36
18. "I Was Made For You" – 4:02